# Poblat ibèric del Turó Cremat
El Poblat ibèric del Turó Cremat es troba al Parc de la Serralada Litoral, concretament a la Roca del Vallès (el Vallès Oriental), declarat bé cultural d'interès local.

## Descripció
No hi ha gaire informació sobre aquestes restes, les quals es documenten per primer cop el 1983. Es tracta d'una muralla de pedra seca, bastida amb pedres granítiques (algunes de grans dimensions) i que, en alguns punts, incorpora el rocam natural. Conserva una altura mitjana d'1,20 metres i una llargada d'uns 70 m. Té forma de L (amb la cantonada en bon estat) i s'associa a un petit poblat d'època ibèrica relacionat amb el de Céllecs.
A 300 metres a l'oest i en unes vinyes, el 1947 el Grup d'Arqueologia de Granollers hi va fer unes altres troballes. Segons la fitxa de l'inventari del Parc correspondrien a un suposat assentament ibèric, potser vinculat al poblat del Turó Cremat, a pocs metres a l'oest. Apareix ceràmica ibèrica superficial i s'observa un cau, fet amb grans blocs monolítics de pedra, segurament reutilitzat. La ceràmica localitzada en superfície està formada per ceràmica ibèrica a torn, fragment d'un kalathos, ceràmica feta a mà i una àmfora.
També se'n van descobrir, de troballes, al Turó de la Simona (al SE del Turó Cremat). La fitxa corresponent de l'inventari del Parc diu que a la part alta del turó s'hi poden observar murs de pedra seca i fragments de ceràmica feta a mà, de tipus prehistòric i fragments de sílex. L'adscripció cronològica que es fa és molt àmplia donat el poc material i la poca significació que té: 5000-650 aC.

## Accés
És ubicat a la Roca del Vallès: al cim del turó homònim i al sud de l'ermita de Santa Maria de Malanyanes. Entre la Font de la Mare de Déu de Malanyanes i l'ermita, cerquem un tram de sotabosc net i pugem camp a través en direcció sud fins al cim del turó. Una altra possibilitat és acostar-s'hi per la xarxa de pistes rurals de la banda sud del turó, passant entre Can Jep i Cal Pastor. Coordenades: x=446447 y=4604820 z=238.